# Sân bay quốc tế Eldoret
Sân bay Eldoret (IATA: EDL, ICAO: HKEL) là một sân bay quốc tế ở Eldoret, một thành phố ở phía tây Kenya. Sân bay này bắt đầu được sử dụng năm 1995 . Sân bay Eldoret năm cách thị xã Eldoret 16 km. 
Hiện có 3 hãng vận tải hàng hóa theo lịch trình và nhiều hãng vận tải khác hoạt động không thường xuyên ở đây.

## Các hãng hàng không và các tuyến điểm
- Emirates SkyCargo (Dubai)